# Aurora (Texas)
Aurora ist eine Siedlung im Wise County des US-Bundesstaats Texas, etwa 40 Kilometer nordwestlich von Dallas. Das U.S. Census Bureau hat bei der Volkszählung 2020 eine Einwohnerzahl von 1.390 ermittelt.
Weltweit bekannt wurde der Ort 1973 aufgrund der Aktivitäten von Ufologen, die behaupteten, im Jahre 1897 sei hier ein UFO abgestürzt. Spätere Untersuchungen deuten jedoch mit sehr großer Wahrscheinlichkeit auf einen Hoax hin.

## Der Aurora-UFO-Zwischenfall

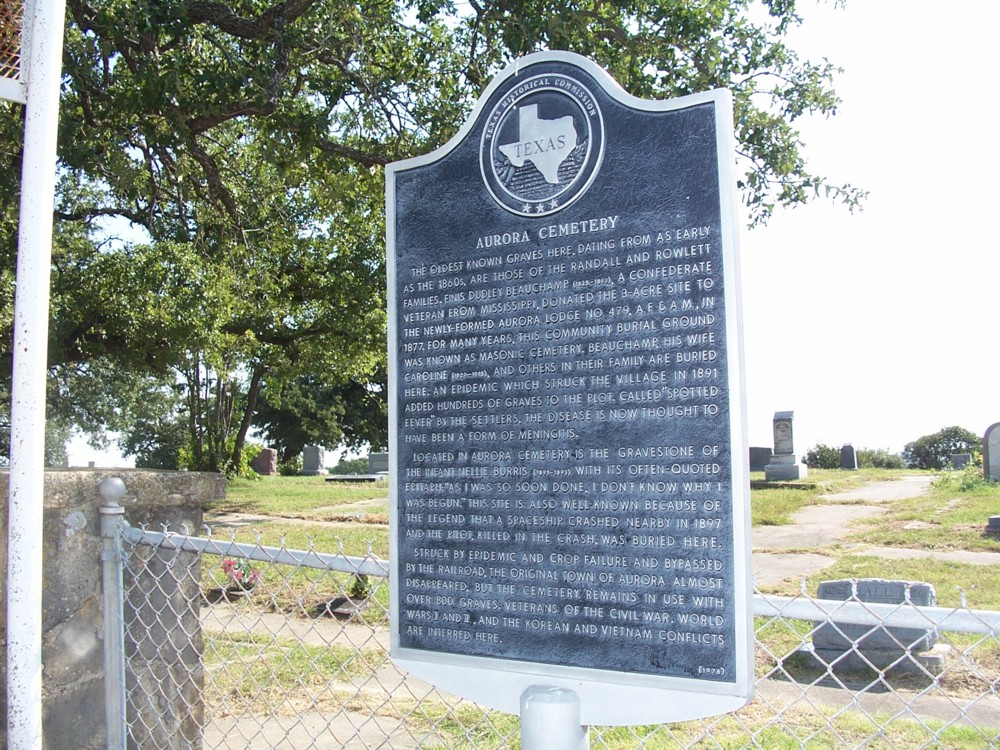
Gedenktafel am Friedhof in Aurora

Der freie Journalist S. E. Haydon schrieb am 17. April 1897 in der Tageszeitung Dallas Morning News, dass sich am Vortag gegen 6 Uhr morgens ein Raumschiff über dem Ort Aurora befunden habe, das offensichtliche Manövrier-Schwierigkeiten hatte. Dies sei langsam in nördlicher Richtung geflogen, habe an Höhe verloren und sei dann nach einer Kollision mit einer Windmühle explodiert. Dabei sei die Windmühle beschädigt und der Vorgarten verwüstet worden. Die sterblichen Überreste des Piloten hätten den Eindruck vermittelt, er sei „nicht von dieser Welt“. Andere diesbezügliche Berichte aus der Zeit des Unglücks existieren nicht. Viele Jahre später berichteten Einwohner, dass die Überreste auf dem Friedhof des Ortes am Folgetag des Unglücks beigesetzt worden seien.
Im Jahr 1973 erklärte Hayden Hewes, Direktor des International UFO Bureau aus Oklahoma City, auf einer Pressekonferenz, dass sich in einem Grab des Friedhofes von Aurora die Überreste eines Astronauten aus einer anderen Welt befänden. Dies löste eine große Medienkampagne aus. Die örtlichen Behörden untersagten jedoch jegliche Exhumierung von Verstorbenen in Aurora. Auf dem Gelände der Absturzstelle wurden Metallteile gefunden, deren Legierung 1897 technisch nicht herstellbar war (wohl aber ab den 1940er Jahren). Mehrere ältere Einwohner des Ortes erklärten unabhängig voneinander in Interviews, dass ihre Angehörigen ihnen von dem UFO-Zwischenfall erzählt hätten. Echte Augenzeugenberichte gab es nicht.
Unabhängige Nachforschungen durch das Time Magazine ergaben, dass es im Ort zu keiner Zeit eine Windmühle gegeben hatte. Später wurden jedoch in einer Episode von UFO Hunter die Reste einer Windmühle in dem Ort gefunden.
Während die große Mehrheit der Forscher seit langem von einem Hoax ausgeht, verfechten Einzelne noch immer die These vom UFO-Absturz. Der Staat Texas stellte den Friedhof von Aurora unter Denkmalschutz und brachte eine entsprechende Bronzetafel an.